# Juan Martínez de Azoque
Juan Martínez de Azoque (Deba, siglo XV-XVI) fue un marinero  español, natural de Guipúzcoa, que acompañó a Cristóbal Colón en su primer viaje a América y regresó sano y salvo.
Viajó en la carabela Santa María que era gobernada por el propio Cristóbal Colón.
Otros guipuzcoanos que acompañaron a Cristóbal Colón en el primer viaje  fueron los marineros  Juan Ruiz de la Peña en la Santa María (fallecido en el viaje),  Pedro Arraes y su hijo Juan Arraes en la  Niña y Ojer de Berástegui en la Pinta.
Todos ellos cobraron 4000 maravedis por la travesía.

## Descripción
Juan Martínez de Azoque embarcó como marinero en la carabela Santa María. De las tres carabelas que componían la expedición, la Santa María era la nave almirante y la más grande con 39 navegantes a bordo.
Es imposible determinar el número exacto de expedicionarios pero según diferentes fuentes oscilarían entre 90 y 120 personas.
La Santa María tenía 35 metros de eslora, 18.5 de manga y sus tres mástiles armaban velas cuadradas y era gobernada por el almirante de la flota, Cristóbal Colón.
Zarparon el 3 de agosto de 1492 desde Palos de la Frontera (Huelva).
Tras más de dos meses de navegación llegaron a la isla de Guanahani, actual isla de San Salvador (Bahamas) el 12 de octubre de 1492.
El 24 de diciembre la Santa María encalló en las costas de La Española y con sus restos se instaló el Fuerte Navidad con 40 hombres que se quedaron en el lugar y fueron exterminados por los nativos.
Juan Martínez de Azoque y el resto de la  marinería se embarcó en la Niña al mando de Cristóbal Colón para el tornaviaje.
La expedición emprendió el regreso el 16 de enero de 1493 y unos días más tarde una tormenta separó las dos naves. La Pinta, al mando de Pinzón, llegó a Bayona (Galicia) a finales de febrero y anunció a los Reyes Católicos el descubrimiento.
Entretanto, la Niña en la que viajaba  Juan Martínez de Azoque ,  hizo escala el 17 de febrero en la isla portuguesa de Santa María, en las Azores; y el 4 de marzo recaló en Lisboa y el 15  de marzo de 1493  llegó a Palos de la Frontera. 
Así mismo, el hijo de Catalina de Deva y natural de Lequeitio llamado Chachu era contramaestre en la Santa María y falleció en el Fuerte Navidad.

## Guipuzcoanos en los viajes de Cristóbal Colón.
Fueron muchos los marinos guipuzcoanos que acompañaron a Colon en las siguientes expediciones, a saber:
Segundo viaje de Colón:   Lope de Olano,(Azcoitia) piloto; Sebastián de Olano (Azcoitia) preceptor; Fernando de Guevara (se casó con la princesa indígena Igemota siendo el primer matrimonio mixto de la historia);   Juan Ruiz de Loyola, capitán de navío; Juan de Hernani, marinero; Ochoa de Hernani, marinero; Antón de Escalante (San Sebastián o Pasajes) propietario de la nave capitana, maestre; Juan P. de Amézqueta, capitán de navío;  Antonio Larzola, marinero de Oyarzun y Martín de Alzate (Rentería) grumete entre otros.  
El viaje lo componían más de 1000  hombres en 16 navíos de los que 6 eran de procedencia vasca. Incluían  unas 40 familias ,  para colonizar Santo Domingo. Fueron las primeras mujeres y niños  que participaron en la colonización.
Tercer viaje de Colón: Lope de Olano;  Bernardo de Ibarra que era secretario de Colón; Juan de Escalante (Pasajes) o Martín de Arriarán. El viaje lo componían 226 hombres.
Cuarto viaje de Colón: Juan Pérez de Balda (Guetaria) capitán; Martín de Fuenterrabía contramaestre; Bartolomé de Alza, grumete;  Martín de Larriaga, grumete y Juan Bono  de Qeixo (San Sebastián)  Es destacable que Juan de Oiquina (Guetaria) era el dueño de una de las naos de éste viaje. El viaje lo componían 144 hombres de los que más de 20 eran vascos.
El origen de muchos  expedicionarios no está documentado pero por extrapolación de lo que se conoce se puede afirmar que serían cerca del centenar los guipuzcoanos que de una manera u otra acompañaron a Cristóbal Colón en sus viajes al Nuevo Mundo.
Sobre la pericia y maestría de los pilotos y naves guipuzcoanas pueden ser un ejemplo las palabras recogidas en la Crónica de Hernando del Pulgar, escrita entre los años 1468 y 1490, y donde señalaba que “los que moraban en aquel condado de Vizcaya, y en la provincia de Guipúzcoa son gente sabida en el arte de navegar, y esforzados en las batallas marinas, e tenían naves e aparejos para ello, y en estas tres cosas que eran las principales para las guerras de la mar, eran mas instructos que ninguna otra nación del mundo…” 